# Chasmataspis laurencii
Chasmataspis laurencii ist eine ausgestorbene Art aus der Ordnung Chasmataspidida der Kieferklauenträger (Chelicerata).

## Merkmale
Der prosomale Rückenschild ist breiter als lang und endet in seitlichen Stacheln. Ein deutlicher Rand ist mit kleinen, rundlichen Gruben versehen und wird durch eine schmale (0,2 mm), mit winzigen Tuberkeln versehene Furche vom Rest des Rückenschildes getrennt. Ein relativ großes Paar Augen befindet sich auf einem leicht erhöhten, herzförmigen Augenhügel in der Mitte des Rückenschildes. Das Preabdomen ist zu einer einzigen Platte oder einem Schild, mit aber noch sichtbaren Einzeltergiten, verschmolzen und besitzt gezackte Ränder. Auf jedem dieser Tergiten befindet sich in der Mitte ein Paar relativ großer Tuberkel. Das Postabdomen ist länglich und schwach verjüngend und besteht aus 9 scheinbar ringartigen, mehr oder weniger rechteckigen, mit Tuberkeln, ähnlichen denen des Prosoma und des Preabdomen, versehenen Segmenten mit geraden hinteren und seitlichen Rändern. Der Telson ist länglich und lanzenförmig und hat ein rundliches Ende.

## Fundort
Alle Exemplare dieser Art wurden im Osten von Tennessee (Sevier County) in der Five Oaks Formation gefunden.

## Systematik
Chasmataspis laurencii ist der einzige Vertreter der Gattung Chasmataspis und der monogenerischen Familie Chasmataspididae. Die Erstbeschreibung erfolgte 1956 von K. E. Caster und H. K. Brooks. Das Artepitheton ehrt den Geologen Robert Abraham Laurence (1908–1984).